# Акциум
Акциум (на латински: Actium; на гръцки: Άκτιο, Άκτιον) е нос и древен град в Гърция.
През 31 г. пр.н.е. на пролива между залива и морето край Акциум се провежда голямата морска битка между Октавиан и Марк Антоний.

## Разположение
Акциум се намира в областта Акарнания на Амбракийския залив срещу Никополис и е построен от Октавиан от дясната страна на пролива. На носа се е намирал древен паметник на Аполон Акцийски, който бил разширен от Октавиан Август. В памет на битката, Август поставил началото на местни Акцийски игри (на латински Ludi Actiaci), които се провеждали веднъж на пет години.

## История
Първоначално Акциум е владение на коринтските колонизатори от Анакторион, които вероятно първи построили храма и въвели култа към Аполон Акцийски, както и започнали Акцийските игри. През 3 век пр.н.е. Акциум попада под властта на акарнанците, които впоследствие провеждат там своите главни събори. Акциум е известен главно с това, че там се провежда прословутата битка на Август, който победил Марк Антоний на 2 септември 31 г. пр.н.е. Тази битка бележи края на много неуспешни предишни походи. Финалният конфликт е предизвикан от Марк Антоний, за когото се говори, че бил убеден от Клеопатра VII да се оттегли от Египет и да поведе тази битка, за да прикрие отстъплението си. В крайна сметка упадъка в дисциплината и липсата на провизии в армията му довеждат да неговия разгром.